# Andrzejów (powiat wieruszowski)
Andrzejów – wieś w Polsce położona w województwie łódzkim, w powiecie wieruszowskim, w gminie Łubnice.
W latach 1975–1998 miejscowość administracyjnie należała do województwa kaliskiego.
Andrzejów przynależy do parafii w Wójcinie, tutaj mieści się cmentarz parafialny.

## Historia
Andrzejów pojawił się po podziale „Folwarku Wójcin”, kiedy to w latach 1900–1903 rozparcelowano dużą część na kolonie Andrzejów, Ladomierz i Podlipka.
Nazwa nowej wsi miała zostać nadana na cześć proboszcza ks. Andrzeja Witulskiego (1905–1918), który bardzo pomagał swym parafianom przy podziale majątku Darewskiego. (właściciela folwarku Wójcin i Gola). Ostatecznie w roku 1921 Andrzejów oddzielił się od Wójcina i stał się oddzielną wsią.
Sołectwo Andrzejów składa się z dwóch ulic: ul. Ladomierz (do 2017 roku H. Sawickiej) i ul. Wrocławskiej.

## Bibliografia

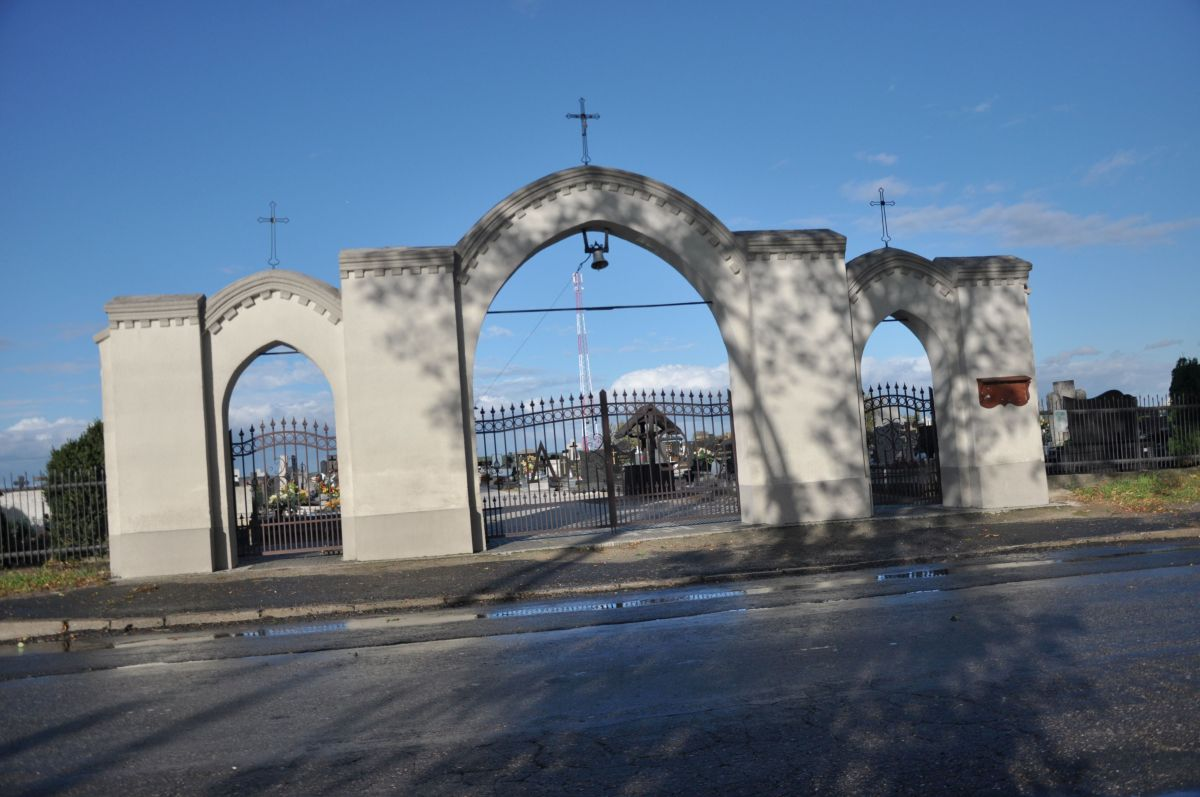
Andrzejów brama cmentarna 2018